# Banque de la République du Burundi
Die Banque de la République du Burundi (BRB) ist die Zentralbank des Landes Burundi im östlichen Afrika. Die Zentrale befindet sich in der größten Stadt Burundis, Bujumbura.

## Geschichte
Das Königreich Burundi gehörte bis zum Ende des Ersten Weltkriegs zu Deutsch-Ostafrika. 1918 wurde das Land als Völkerbundmandat an Belgien abgegeben. Die Zentralbank von Belgisch-Kongo wurde umbenannt in Banque Centrale du Congo Belge et du Rwanda-Urundi. Im Jahre 1960 wurden sowohl Belgisch-Kongo als auch Ruanda und Burundi unabhängig. Die beiden Staaten schlossen für vier Jahre eine Währungsunion und gründeten am 4. August 1960 die gemeinsame Zentralbank Banque d'Emission du Rwanda et du Burundi. Im Jahr 1964 wurde diese Union aufgelöst. In Burundi  wurde am 9. April 1964 die Banque du Royaume du Burundi als neue Zentralbank gegründet, die am 19. Mai 1964 ihre Aktivitäten begann. Nachdem am 28. November 1966 die Republik ausgerufen wurde, wurde auch der Name der Bank in Banque de la République du Burundi geändert.